# St Austell Bay
 (septembre 2023).
St Austell Bay est une paroisse civile des Cornouailles, en Angleterre.